# NYK-K-Serie
Die K-Serie ist eine aus zwei Einheiten bestehende Schwergutschiffsklasse der japanischen Reederei NYK Bulk & Projects Carriers.

## Geschichte
Die im August 2019 bestellten Schiffe wurden auf der Werft China Merchants Jinling Shipyard (Nanjing) für die zur NYK Group gehörenden Reederei NYK Bulk & Projects Carriers gebaut und im September 2021 bzw. Januar 2022 abgeliefert.
Der Schiffstyp wurde vom Shanghai Merchant Ship Design & Research Institute (SDARI) entworfen.

## Beschreibung
Die Schiffe werden von einem Dieselmotor der Japan Engine Corporation (Typ: 6UEC35LSE-Eco-B2) angetrieben, der auf einen Propeller wirkt. Die Schiffe sind mit einem elektrisch angetriebenen Bugstrahlruder ausgestattet. Für die Stromerzeugung an Bord stehen drei von Daihatsu-Dieselmotoren (Typ: 6DE-18) angetriebene Generatoren zur Verfügung. Außerdem wurde ein von einem Cummins-Dieselmotor angetriebener Notgenerator verbaut. Die Motoren sind zur Emissionsminderung von Stickoxiden mit SCR-Katalysatoren und einem System für die Abgasrückführung ausgestattet. Die Schiffe erfüllen die Vorgaben des Energy Efficiency Design Index.
Die Schiffe verfügen über einen Laderaum. Dieser ist im Oberraum 95,25 m und im Unterraum 81,75 m lang, 17,6 m breit und 12,5 m tief. Die Kapazität des Laderaums beträgt circa 18.800 m³. Der Laderaum kann mit Zwischendecks in der Höhe unterteilt werden. Die Zwischendecks können in zwei Höhen eingehängt werden. An Deck steht eine Länge von rund 110 m zur Verfügung. Die Schiffe können auch mit offenen Luken fahren. Die Schiffe sind auf der Backbordseite mit zwei Kranen ausgerüstet, die jeweils 400 t (kombiniert 800 t) heben können.
Die Decksaufbauten befinden sich im vorderen Bereich der Schiffe, so dass besonders hohe Ladung befördert werden kann, ohne dass es zu Sichteinschränkungen von der Brücke kommt. Das Deckshaus bietet für Decksladung weiterhin Schutz vor überkommendem Wasser.

## Schiffe
| K-Serie | K-Serie    | K-Serie    | K-Serie                                        |
| Bauname | Baunummer  | IMO-Nummer | Kiellegung Stapellauf Fertigstellung           |
| ------- | ---------- | ---------- | ---------------------------------------------- |
| Katori  | JLZ9190403 | 9892937    | 22. Oktober 2020 2. Mai 2021 8. September 2021 |
| Kifune  | JLZ9190404 | 9892949    | 26. März 2021 26. August 2021 7. Januar 2022   |

Die Schiffe werden unter der Flagge Panamas betrieben. Heimathafen ist Panama-Stadt.